# Miha Renčelj
Miha Renčelj (*1981) je slovenski glasbenik, pianist, skladatelj, aranžer in pevec. 
Med njegovimi vidnejšimi nastopi je nastop na festivalu Slovenska popevka 2014 z avtorsko skladbo V mojem starem klobuku in Festivalu slovenskega šansona 2012 s svojo skladbo Ljubljana. Med njegova vidnejša dela spada tudi uglasbitev prirejenega Prešernovega besedila Povodni mož (2010) pri kateri je sodeloval tudi bobnar in tolkalist Luka Kuhar. Skladbo je leta 2018 Gorenjski muzej uvstil na svojo razstavo Prešeren v popularni glasbi.
Miha je leta 2018 izdal svoj klavirski prvenec Collective Keys I, ki predstavlja izbor najboljših klavirskih improvizacij, ki jih je izvajal med februarjem in avgustom 2017, ko je svoje improvizacije v živo prenašal prek svoje Facebook strani.
Od leta 2015 deluje kot samozaposlen v kulturi in nudi izobraževanje na področju kulture.